# Oraovice
Oraovice (cyr. Ораовице) – wieś w Czarnogórze, w gminie Podgorica. W 2011 roku liczyła 21 mieszkańców.